# 索苞
索苞，五胡十六国時代前凉官员，敦煌郡人。
索苞有文武才，舉孝廉，任郎中。征伐之时，破敵勇冠三軍。時人将他比作关羽。宋澄在金城被羌族三千包圍，陷于孤守。索苞率騎兵五千，奮劍入城，与宋澄合軍。索苞与宋澄相對共座，搥頭拊掌大笑。羌族佩盾拔刀，从四方直前。索苞对宋澄说：「君但安心，看我击败他们。」于是徐徐彄弓接矢，繞搥射箭，无不應弦而倒。貫通盾牌，命中敌军，立殺三十餘人，負傷者百計。羌军散走，人们称道索苞用兵如神。